# Карам, Гильерме
Гильерме Понтес Карам (порт.-браз. Guilherme Pontes Karam, 8 октября 1957; Рио-де-Жанейро, Бразилия — 7 июля 2016; Рио-де-Жанейро, Бразилия) — бразильский актёр и педагог. Наиболее известен по роли жулика Рапазау в бразильском телесериале «Клон».

## Биография
Родился 8 октября 1957 года в Рио-де-Жанейро в семье матери Лидианы и отца Альфредо Карама, который являлся известным адмиралом флота.
В основном творчество актёра было нацелено на юмористическую тематику, участвовал первое время в бразильской программе «Пиратское ТВ» телеканала «TV Globo». Много снимался в кинофильмах и телевизионных телесериалах своей страны. Прославился в России лишь  благодаря роли жулика Рапазау, который совместно с напарником по имени Лижейро проводили махинации.
Ушёл из жизни 7 июля 2016 года в штате Рио-де-Жанейро по причине болезни.

## Издательства
- Bis: publicação interna do Banco Econômico, S.A.. — O Banco, 1994. — 444 с.